# Jerzy Filc
Jerzy Jan Filc (ur. 30 marca 1933 w Łodzi, zm. 24 grudnia 2021 we Wrocławiu) – polski kompozytor i pedagog, nauczyciel akademicki, w latach 1970–1980 zastępca dyrektora Filharmonii Wrocławskiej.

## Biografia
Jerzy Filc urodził się w 1933 roku jako syn Teofili (Tauby) z domu Pacanowskiej (1904–1991) i Emila Filca (1890–1962). Matka kompozytora pochodziła z zamożnej żydowskiej rodziny łódzkich fabrykantów, ojciec natomiast był ukraińskim prawnikiem, który przeszedł konwersję na judaizm. Rodzina Filców przeżyła Holocaust ukrywając się w Zduńskiej Woli, Bochni i Jeleniej Górze.
W 1963 roku ukończył Państwową Wyższą Szkołę Muzyczną we Wrocławiu (obecnie Akademię Muzyczną im. Karola Lipińskiego) w klasie fortepianu i kompozycji pod kierunkiem Stefana Bolesława Poradowskiego. Był doktorantem Państwowej Wyższej Szkoły Muzycznej w Warszawie (obecnie Uniwersytetu Muzycznego im. Fryderyka Chopina). Od 1968 roku był związany z Dolnośląskim Towarzystwem Muzycznym, początkowo jako wizytator ognisk muzycznych, a od 1971 roku jego dyrektor; w 1977 roku, po zakończeniu kadencji, objął posadę kierownika Biura Festiwali. W latach 1970–1980 był zastępcą dyrektora Filharmonii Wrocławskiej. 
Jerzy Filc był również dyrektorem artystycznym i pomysłodawcą Festiwalu Moniuszkowskiego w Kudowie Zdroju. Od 2005 roku był prezesem zarządu Stowarzyszenia Artystycznego im. Ryszarda Bukowskiego we Wrocławiu, był też członkiem Fundacji „Dzielnica Wzajemnego Szacunku Czterech Wyznań”.
Jako pedagog nauczał w Szkole Muzycznej I stopnia im. Grażyny Bacewicz we Wrocławiu i Państwowej Szkole Muzycznej II stopnia im. Ryszarda Bukowskiego we Wrocławiu, w latach 1981–1997 był również wykładowcą na Uniwersytecie w Bayreuth.
W 2021 roku został odznaczony medalem Merito de Wratislavia –  Zasłużony dla Wrocławia.
Zmarł 24 grudnia 2021 roku, został pochowany na cmentarzu przy parafii św. Maurycego we Wrocławiu.
Był mężem śpiewaczki operowej Anny Filc (1936–2003). Jego córką jest dr Izabella Starzec, dziennikarka muzyczna i krytyczka sztuki.